# Maite Pagazaurtundúa
María Teresa Pagazaurtundúa Ruiz (Hernani, Guipúzcoa, 11 de febrero de 1965), más conocida como Maite Pagazaurtundúa o Maite Pagaza, es una política, activista y escritora española. Durante diez años, ha sido eurodiputada en el Parlamento Europeo, donde ha estado integrada en los grupos Renovar Europa (2019-2024, como miembro independiente de Ciudadanos Europa), y en ALDE (2014-2019, como miembro de UPyD). 
Entre su labor, destaca la defensa del Estado de Derecho y de los derechos fundamentales, así como la lucha contra el terrorismo y contra las injerencias extranjeras y la desinformación dañosa que tiene como objetivo derruir los sistemas democráticos. 

## Biografía
Nació en Hernani el 11 de febrero de 1965. Su madre, Pilar Ruiz Albisu, hija de un represariado, Isidro Ruiz Arroyo, fue ella misma refugiada de guerra y, tras el asesinato de su hijo, se convirtió en un referente por las libertades en Euskadi. Maite es la menor de tres hermanos. Uno de ellos, Joseba Pagazaurtundúa, fue asesinado por ETA en 2003, tras nueve años de amenazas, acoso y agresiones.
Estudió en la Ikastola Urumea de Hernani (1968-1979) y se licenció en Filología Hispánica y en Filología Vasca por la Universidad de Deusto. También cursó estudios de Derecho en euskera en la UPV. Sufrió acoso y amenazas y una agresión en la facultad por la que tuvo que abandonar las clases presenciales.
En 1996 estableció su residencia en San Sebastián para evitar el riesgo extremo en su pueblo natal. Tras años de acoso, persecución y agresiones y, especialmente tras el asesinato de su hermano Joseba, se trasladó junto a su familia, por recomendación policial, fuera del País Vasco, en el año 2007. Está casada y tiene dos hijas.
Ha participado en diferentes movimientos sociales e iniciativas por las libertades civiles tanto en España como en otros países. Ha dedicado decenas de años a combatir el terrorismo, el discurso del odio y el nacionalismo obligatorio. El coste de su posicionamiento público en primera línea contra los terroristas le supuso un elevado grado de acoso, amenazas y agresiones de violencia física y simbólica, viéndose obligada a vivir bajo escolta policial durante 13 años. 
Su actividad ha sido reconocida con múltiples galardones como el Premio Sájarov a los Derechos Humanos en 2000 —como miembro fundador de ¡Basta Ya!— o la Medalla de la Orden del Mérito Constitucional en 2003. En 2005 formó parte de una candidatura colectiva al Premio Nobel de la Paz.

## Actividad política
Su compromiso político comenzó en el PSE-EE (PSOE), donde desarrolló diversas funciones hasta el abandono de la formación por profundas discrepancias con la dirección. 
Entre 1993 y 1998 fue parlamentaria vasca, donde durante la IV Legislatura (1993 - 1994) fue vocal de la Comisión de Industria y Agricultura, de la Comisión de Educación y Cultura: Vocal y de la Comisión de Derechos Humanos. Ya en la V Legislatura fue miembro de la Comisión de Educación y Cultura, de la Comisión de Incompatibilidades y vicepresidenta de la Comisión de Control Parlamentario de EITB. Asimismo, fue presidenta de la comisión especial contra las Drogodependencias. Durante su tiempo en la política vasca promovió que los hospitales vascos aplicasen protocolos para fomentar la lactancia materna.
Asimismo, fue Secretaria de Educación y cultura del PSE entre 1993 y 1997, así como asesora de Política Lingüística de Fernando Buesa en el Departamento de Educación del Gobierno Vasco. 
Entre 1999 y 2007 fue concejal y portavoz municipal del PSE-EE en Urnieta , localidad en la que denunció diversos casos de corrupción del Partido Nacionalista Vasco.
Su distanciamiento con el PSOE se produjo de forma paulatina cuando el PSOE acogió las tesis de Jesús Eguiguren, que pretendía acercar al partido al nacionalismo vasco radical. Posteriormente se intensifica, debido a la política antiterrorista emprendida por el gobierno de José Luis Rodríguez Zapatero y por el PSOE, así como por las relaciones de Patxi López y el PSE-EE con el entorno nacionalista vasco y abertzale, mostrando sus reticencias hacia los contactos mantenidos con Batasuna y las negociaciones políticas con ETA y su entorno, tras el denominado "alto el fuego" permanente anunciado por ETA.27 En mayo de 2005, junto a la viuda de su hermano Joseba Pagazaurtundúa, Estíbaliz Garmendia, el también concejal socialista en Miravalles, Nicolás Gutiérrez, la entonces eurodiputada del PSOE Rosa Díez, el filósofo Fernando Savater y el profesor Mikel Iriondo envió una carta abierta a Patxi López reprochándole el trato menos cortés dado a María San Gil, del Partido Popular, frente a las parlamentarias de EHAK, en su ronda de contactos parlamentarios.
En noviembre de 2013 participó en el II Congreso de Unión, Progreso y Democracia (UPyD). El 5 de febrero de 2014 anunció junto a Rosa Díez que se presentaría a las elecciones europeas en la posición número 2 de la lista de UPyD como independiente, justo después de Francisco Sosa Wagner, a quien posteriormente dedicó un fisking.
Tras conseguir el acta de eurodiputada, se afilió a UPyD el 3 de septiembre de 2014. En octubre de 2014 fue nombrada portavoz de la delegación de Unión, Progreso y Democracia en el Parlamento Europeo en sustitución de Francisco Sosa Wagner.
Gracias a un acuerdo de colaboración electoral entre UPyD y Ciudadanos, Maite Pagazaurtundúa se incorporó como independiente en el puesto número 2 de la lista de Ciudadanos para las elecciones al Parlamento Europeo de 2019, consiguiendo el acta de eurodiputada y, aunque manteniendo su afiliación a UPyD, integrándose en la delegación Ciudadanos Europa dentro del grupo político Renovar Europa.

## Activismo
Maite Pagaza ha participado en diferentes movimientos sociales e iniciativas por la libertad, tanto en España como en otros países. Se ha especializado en la labor pública por las libertades civiles y los derechos humanos, así como contra el terrorismo y el fanatismo. Ha trabajado activamente por el asociacionismo cívico de apoyo a las víctimas del terrorismo en España. 

### ¡Basta Ya!
En 1998 fue, junto con otros intelectuales, políticos y ciudadanos vascos de ideología y ocupación diversas, una de las fundadoras de  ¡Basta Ya!, una iniciativa ciudadana española que nace con el triple propósito de oponerse al terrorismo en cualquiera de sus formas, apoyar a sus víctimas y defender el Estado de Derecho, la Constitución Española y el Estatuto de Autonomía del País Vasco. Otros destacados miembros de la iniciativa fueron Fernando Savater, Joseba Pagazaurtundúa (asesinado por ETA en 2003), Consuelo Ordóñez, Arcadi Espada, Carmen Iglesias, Javier Urguizu, Mikel Azurmendi, Iñaki Ezkerra, Agustín Ibarrola, María San Gil o Rosa Díez. 
La plataforma se caracterizó por llevar al terreno de la defensa de las libertades y contra el terrorismo formas novedosas y dinámicas de activismo y reivindicación: manifestaciones, caravanas, pegadas de carteles, publicación de la revista en línea "Hasta Aquí"... 

La labor de este grupo de ciudadanos fue reconocida en 2000 por el Premio Sájarov por la defensa de los Derechos Humanos que concede el Parlamento Europeo, siendo ¡Basta Ya! la primera asociación ciudadana europea en recibir este galardón. El 13 de diciembre, en sesión solemne en Estrasburgo, el premio fue recogido por el filósofo Fernando Savater, líder natural del grupo, quien explicaba así el porqué de la iniciativa:
"Hemos salido a la calle y hemos alzado nuestras voces porque estamos convencidos de que, cuando la democracia está en peligro, los ciudadanos no pueden refugiarse en su anonimato y esperar mansamente a que todo se resuelva en las altas esferas del poder político. "

## Presidenta de la Fundación de Víctimas del Terrorismo
Presidió la Fundación Víctimas del Terrorismo entre 2005 y 2012, año en que, tras el cambio de Gobierno y la llegada de Mariano Rajoy (PP) a la Moncloa, fue sustituida por María del Mar Blanco.
Durante su mandato promovió la publicación del libro Vidas Rotas. Historia de los hombres, mujeres y niños víctimas de ETA, que recoge la crónica de todos los asesinatos cometidos por la banda terrorista. El responsable de comunicación de la Fundación de Víctimas del Terrorismo (FVT), Fernando Delgado, descubrió que existían más de 300 casos de asesinatos de ETA sin resolver. Contrató a una joven abogada para corroborar los datos y lideró, con un grupo de víctimas el trabajo constante durante más de dos años para que la audiencia nacional fuera consciente de la situación. Finalmente, la Fiscalía de la Audiencia Nacional, con Javier Zaragoza a la cabeza, generó el primer cuadro oficial de casos cuya autoría material de asesinato no estaba resuelta. Asociaciones de víctimas, principalmente COVITE y Dignidad y Justicia, no han dejado de trabajar desde entonces en este asunto pendiente.

## El buzón de Joseba
En febrero de 2015, durante el homenaje a Joseba Pagazaurtundúa en el décimo segundo aniversario de su asesinato por parte de ETA, su familia instaló un pequeño buzón blanco junto a la escultura de Agustín Ibarrola en Andoáin en recuerdo del asesinado. El buzón, conocido como Buzón de Joseba, quiere dar a los habitantes de Andoáin que pidieron a gritos a ETA que matara a los vecinos del pueblo que no pensaban como ellos, la oportunidad de asumir su responsabilidad. La propia Pagazaurtundúa hizo un llamamiento a que todos aquellos que se sintieran interpelados por el buzón, depositaran sus cartas —anónimas si así lo preferían— reconociendo su parte de responsabilidad por el acoso y la persecución ejercida a tantas personas.
El Ayuntamiento quiso retirar el buzón, pero, ante los argumentos enunciados por la familia, no se atrevió a hacerlo. Fueron muchos los apoyos recibidos en favor de la continuidad del buzón, entre ellos el de la Defensora del Pueblo, Soledad Becerril. Finalmente, la no retirada del buzón fue apoyada por los grupos de la oposición en el Ayuntamiento de Andoáin. Además, el buzón físico se ha completado posteriormente con uno virtual (http://www.elbuzondejoseba.org/) que ha permitido hacer trascender su mensaje por la memoria y contra la impunidad a todos los rincones de España. 
La iniciativa se estrenó con misivas de intelectuales como Fernando Aramburu, Mario Vargas Llosa, Fernando Savater, Félix de Azúa o Arcadi Espada, además de otras figuras como Cayetana Álvarez de Toledo, Consuelo Ordóñez, Iñaki Arteta o Rosa Díez. La mayoría de las cartas han sido de ciudadanos que querían mostrar su apoyo a la familia Pagazaurtundúa y a todas las víctimas del terrorismo. También llegaron algunas cartas anónimas de ciudadanos arrepentidos, reconociendo su parte de responsabilidad por la persecución sufrida por los no nacionalistas en el País Vasco.

## Diputada en el Parlamento Europeo
Pagazaurtundúa ha desarrollado actividad como eurodiputada en Bruselas desde 2014 hasta 2024, durante dos legislaturas, la primera por UPyD y la segunda por Ciudadanos. Su trabajo ha continuado comprometido con la defensa de la libertad, la lucha contra el terrorismo y la radicalización o la promoción de los derechos humanos y la justicia, así como de la calidad del Estado de Derecho frente a los riesgos de los populismos iliberales de todo signo. 
Pagazaurtundúa ha abogado por construir puentes entre diferentes grupos políticos y encontrar soluciones pragmáticas a los desafíos que enfrenta la Unión Europea para avanzar en la agenda de derechos humanos, seguridad y justicia en Europa. Además, ha sido defensora de la cooperación internacional y la solidaridad entre los Estados miembros de la UE. 
Entre 2014 y 2019 (VIII Legislatura del Parlamento Europeo), dentro de la delegación de UPyD, fue miembro de la comisión LIBE de Libertades Civiles, Justicia y Asuntos de Interior, de la subcomisión DROI de Derechos Humanos y de la comisión DEVE de Desarrollo. Posteriormente, pasó a ser miembro de la Comisión AFCO de Asuntos Constitucionales, donde ha trabajado en especial sobre asuntos de Ciudadanía europea. También fue miembro de la Comisión Especial de investigación a raíz de los Papeles de Panamá (PANA) sobre Blanqueo de Capitales y Elusión y Evasión Fiscalesy en la Comisión Especial sobre Delitos Financieros y Evasión y Elusión Fiscales (TAX3), así como en la Comisión Especial sobre Terrorismo (TERR).
En 2019, Pagazaurtundúa volvió a concurrir a las elecciones europeas, como diputada independiente en las listas de Ciudadanos Europa. Entre 2019 y 2024, continuó con su labor en el Parlamento Europeo como vicepresidenta de la Comisión de Libertades Civiles, Justicia y Asuntos de Interior y miembro de la Comisión de Asuntos Constitucionales. Además, se incorporó como miembro de la Comisión de Peticiones (PETI) y de la Comisión Especial sobre Injerencias extranjeras en los procesos democráticos (INGE).

#### Lucha contra los delitos del odio
En el marco de su actividad parlamentaria, ha liderado como ponente el informe del Parlamento Europeo sobre la Ampliación de la lista de delitos de la UE a la incitación al odio y a los delitos de odio,  en el que se insta al Consejo a adoptar una decisión para incluir la incitación al odio y los delitos de odio en la lista de infracciones penales contemplada en el artículo 83, apartado 1, del TFUE.

#### Ciudadanía europea
Pagazaurtundúa también ha sido ponente del informe de Aplicación de las disposiciones del Tratado relacionadas con la ciudadanía de la Unión, que aboga por poner al ciudadano en el centro del sistema, atajando los obstáculos que subsisten para el pleno ejercicio de la ciudadanía de la Unión, que aboga por remover los obstáculos que subsisten para el pleno ejercicio de las grandes libertades de la ciudadanía de la Unión. 

#### Comisión de Peticiones
Desde la Comisión de Peticiones, la única comisión parlamentaria a la que los ciudadanos europeos pueden dirigir sus denuncias y quejas, Pagazaurtundúa ha impulsado y formado parte de diversas delegaciones de eurodiputados que han viajado a España para investigar situaciones de vulneración de las libertades civiles y los derechos fundamentales, que han llevado a una condena por parte del Parlamento Europeo en sus informes:
- Informe en relación con 379 casos de asesinatos todavía sin resolver cometidos por el grupo terrorista ETA, tras la visita de información realizada en España, del 3 al 5 de noviembre de 2021, en el que el Parlamento insta a que se tomen todos los medios jurídicos posibles para evitar que estos delitos prescriban.[34]

- Informe sobre casos de abuso sexual infantil en Baleares, a raíz de la visita de información realizada en España, del 11 al 13 de abril de 2022, que se llevó a cabo con el fin de esclarecer y recabar información sobre el caso de las menores explotadas sexualmente en Baleares, estando bajo tutela del Instituto de Asuntos Sociales mallorquín, dependiente del Consejo de Mallorca.[35]

- Informe sobre el modelo de inmersión lingüística en Cataluña, su impacto en las familias que se trasladan y residen en la región, así como en el multilingüismo y la no discriminación y el principio del Estado de Derecho, a raíz de la visita de evaluación a Cataluña (España) del 18 al 20 de diciembre de 2023, en el que se denuncia que en Cataluña la presencia del castellano en la educación es residual, no se tiene en cuenta el interés superior del menor, no se acatan las sentencias judiciales y se obliga a las familias a exigir ante los tribunales derechos que ya han sido reconocidos, sometiéndolas incluso a campañas de acoso.[36]

#### Estado de derecho en España
Pagazaurtundúa ha llevado a cabo una labor de protección del Estado de derecho y la separación de poderes como asunto europeo, defendiendo la independencia del poder judicial sobre la base de que es la columna vertebral del Estado de Derecho, en tanto que condición previa para garantizar la tutela judicial efectiva y evitar la arbitrariedad y abusos de cualquier gobierno o poder público. Ha denunciado y apoyado a los jueces y fiscales españoles que han denunciado presión y amenazas explícitas por parte del poder político central y autonómico catalán.

#### Injerencia rusa en Cataluña
Pagazaurtundúa ha denunciado ante la Unión Europea las conexiones de Rusia con el secesionismo catalán. Su trabajo propició que el Parlamento Europeo denunciase en los informes de la Comisión INGE los “contactos estrechos y regulares entre funcionarios rusos y representantes de un grupo de secesionistas catalanes en España”, solicitando “una investigación en profundidad” y señalando que estos “forman parte de la estrategia más amplia de Rusia para aprovechar todas y cada una de las oportunidades para manipular el discurso con el fin de promover la desestabilización”. Asimismo, el Parlamento pidió mandato al Centro Europeo de Excelencia para la Lucha contras las Amenazas Híbridas (Hybrid CoE) para realizar un estudio del caso de injerencia rusa en Cataluña.

##### Apoyo a las libertades civiles y políticas en Venezuela
En noviembre del año 2015 promovió el manifiesto "Intelectuales por Venezuela", que recabó más de un centenar de apoyos de intelectuales del país caribeño para reclamar al régimen de Nicolás Maduro que aceptara el resultado de las elecciones. Para ello, se unió a intelectuales y escritores de la talla de Mario Vargas Llosa, Alberto Barrera Tyszka, Juan Carlos Méndez Guédez, Doménico Chiape, Oscar Lucien. Se ha manifestado públicamente, junto al presidente de su partido Cristiano Brown, en múltiples ocasiones por la defensa de la libertad y la democracia en Venezuela.

## Iniciativas por el 20 aniversario de ¡Basta Ya!
Iniciativas por el 20 aniversario de ¡Basta ya!
En 2020, con motivo del 20 aniversario de ¡Basta ya!, Pagaza lanzó la página web “¡Basta ya! 2020”, en la que se recoge la historia de este grupo de ciudadanos libres, así como una exposición fotográfica de Justy García Koch, un archivo de la Revista “Hasta aquí”, fotografías, vídeos...
En enero de 2022, organizó en el Parlamento Europeo unas jornadas de conmemoración de ¡Basta ya!, que incluyeron la instalación del “túnel del odio”, comisariada por José Ibarrola, una experiencia sensorial donde el sonido del odio reproducía la opresión y el acoso del etnonacionalismo excluyente que aterrorizó durante décadas las calles del País Vasco y Navarra y unos ciudadanos valientes que se alzan con el Premio Sájarov del Parlamento Europeo.
En 2024, la oficina parlamentaria de Maite Pagaza produjo el documental “¡Basta ya!: Resistencia democrática. Conversaciones en la librería Lagun”, realizado por Juan Vadillo. La obra fue estrenada en Madrid el 26 de enero de 2024.

## Escritora y articulista
Ha publicado habitualmente desde la década de los noventa en prensa española e internacional. Fue colaboradora durante varios años en el Grupo VOCENTO y en la revista Yo Dona. Ha publicado:
- Los Pagaza. Historia de una familia vasca (Temas de Hoy, 2004): libro biográfico en el que cuenta la historia de su familia y cómo vivieron el asesinato de su hermano. La autora hace un retrato de la sociedad vasca ante el acoso violento a los no nacionalistas.
- El viudo sensible y otros secretos (Seix Barral, 2005). Un libro de relatos.
- Aralda (Espasa, 2010)
- Operación Cochinillo (Editorial Espasa, 2014). Una novela satírica sobre la corrupción que transcurre en Segovia.
- Lluvia de fango (Confluencias, 2016). Recopilación de artículos.

## Impartición de cursos y seminarios
A lo largo de su trayectoria, ha participado como ponente en diversos cursos y seminarios en universidad españolas y extrajeras, entre ellos en la Universidad Pontificia de Comillas, la Universidad CEU San Pablo, la Universidad Complutense o la Escuela Diplomática española.
Ha sido conferenciante desde 2009 a 2013 en los cursos de Estados Mayor de las Fuerzas Armadas Españolas en el Centro Superior de Estudios de la Defensa Nacional(CESEDEN).

## Reconocimientos y premios
Ha recibido numerosos premios y reconocimientos a su carrera:
- Premio Enrique Ruano Casanova pro Derechos Humanos (2018): por su activismo en favor de las víctimas del terrorismo, concedido por la Universidad Complutense de Madrid
- Premio Henneo (2018): por su defensa a las libertades y los DDHH concedido por el Heraldo de Aragón.
- Premio Tolerancia (2018): concedido por la Asociación para la Tolerancia.
- Premio Corona de Esther (2017): concedido por el Centro Sefarad-Israel.
- Medalla de la Orden del Mérito Constitucional (2003): concedido por la Orden del Mérito Constitucional
- Premio Sajarov (2000): como miembro de la plataforma cívica ¡Basta Ya! concedido por el pleno del Parlamento Europeo

## ANEXO: Iniciativas de Maite Pagazaurtundúa
Desde su oficina en el Parlamento Europeo, Pagaza ha llevado a cabo diferentes iniciativas, estudios, informes y audiovisuales.

#### Resistencia frente a ETA
- Informe "Democracia y Libertad", publicado en español, inglés y francés, y distribuido entre los 751 diputados del Parlamento Europeo.
- Informe "Los profesores de la UPV-EHU frente a ETA", sobre la persecución de ETA y su entorno a los profesores no nacionalistas en la Universidad Pública Vasca.
- Informe "Homenajes. Enaltecimiento del terrorismo y doble victimación en Euskadi", sobre el ensalzamiento de los terroristas de ETA por su pasado criminal.
- Informe "Anormalidad democrática en el post-terrorismo. Agradecimientos a ETA y homenajes a etarras en el PV", sobre los agradecimientos a ETA con motivo del cese de su actividad terrorista.
- Informe "Respuesta a Thomas Lacoste", Respuesta al documental “País Vasco y Libertad, un largo camino hacia la paz” de Thomas Lacoste. Un documental sobre el “largo camino hacia la paz” en el que las víctimas son invisibles, donde se ignora tanto a los muertos como a los heridos, secuestros, extorsiones, hostigamientos y persecuciones.
- Informe "Movilización etnonacionalista y prácticas inciviles en España".  El informe de Europol sobre la situación del terrorismo en la UE de 2020, señala en su apartado referido al terrorismo de corte etnonacionalista y separatista que los principales incidentes de esta naturaleza tuvieron lugar en el Reino Unido (Disidentes Republicanos) y en España (ETA y sus secuelas).

#### Terrorismo global en elsigloXXI: el Libro Blanco y Negro del Terrorismo

Portada del Libro Blanco y Negro del Terrorismo

La primera compilación exhaustiva de datos sobre víctimas del terrorismo asesinadas dentro de la Unión Europea y europeos muertos en atentados acontecidos en terceros países. Este libro muestra, a través de infografías, la envergadura del terrorismo en Europa en sus distintas formas. Según afirma el libro, "la cifra de muertos en atentados en la UE y de europeos asesinados por acciones terroristas en el resto del mundo asciende a 1.790 víctimas en el periodo 2000–2017". El Libro Blanco y Negro tiene un acercamiento doble y complementario. Por un lado, selecciona aportaciones cualitativas, con reﬂexiones expertas y diversas sobre el fenómeno del terrorismo, y por otro, recopila los datos concretos de las víctimas del terrorismo en Europa y que ha afectado a los europeos en el mundo desde el año 2000.

#### Defensa del Estado de Derecho en España
- Informe "Xenofobia y fanatismo del presidente autonómico de Cataluña Quim Torra", Informe sobre Quim Torra, condenando comentarios y artículos “excluyentes” del presidente de la Generalidad de Cataluña.
- Informe "Mossos d’esquadra, la policía política", Informe de la Brigada Provincial de Información de la Policía Nacional de Cataluña, sobre los seguimientos que realizaron los Mossos d’Esquadra a personas contrarias al proceso de secesión de Cataluña.
- Informe "Vulneración de los derechos del niño y ataques a la diversidad en las aulas", Informe enviado al Defensor del Pueblo, en el que se denuncian casos de “persecución de los niños que no asumen los preceptos del nacionalismo” en aulas de Cataluña.
- Informe "Informe CDRs", Informe que recoge el nacimiento y organización de los CDR, sus acciones más significativas y los apoyos que reciben.
- Vídeo "La exclusión del Español en la educación en Cataluña" (2023).
- Vídeos "La injerencia rusa en el movimiento secesionista catalán" (2023-2024), en los que se recaba información sobre las conexiones rusas con el independentismo catalán, con el fin de avanzar en las investigaciones sobre las injerencias del Kremlin dirigidas a desestabilizar las sociedades europeas.
- Vídeo "España 2024: Pacto de profesionales en defensa del Estado de derecho". Las principales organizaciones de jueces, fiscales, abogados, personal de Justicia, de Hacienda y de la administración local, de cuerpos policiales y otros grupos profesionales defienden el Pacto de profesionales en defensa del Estado de derecho tras los avances de la ley de amnistía y el deterioro de la separación de poderes e independencia de la judicatura.

#### Cartografía del Odio
En 2021, Pagaza publica el estudio "Cartografía del odio", un estudio cuantitativo y cualitativo que analiza incidentes y delitos con una motivación de fondo de prejuicios, intolerancia, discriminación y odio producidos entre 2015-2021 en Francia, Alemania, Hungría, Italia, Polonia y España. El objetivo de este estudio, publicado tanto en papel como página web, es contribuir a la realización de un mapa de calor que constituya una llamada de atención sobre los crecientes fenómenos de odio.  

#### Estatuto de Ciudadanía Europea
El "Estatuto de Ciudadanía Europea" recopila y actualiza de los derechos y libertades fundamentales comunes a todos los ciudadanos de la Unión, con el fin de reforzar la ciudadanía europea actual y mejorar la aplicación práctica de los derechos asociados a la misma, situando a la ciudadanía en el centro.

#### Buenas prácticas en el ámbito policial
- Código Europeo de buenas prácticas y transparencia en el ámbito policial (2024). Iniciativa para establecer un conjunto de estándares mínimos en materia de organización y actuación en el ámbito policial, una serie de principios rectores que contribuyen a la creación de modelos policiales más transparentes, más democráticos, más eficientes y que, por tanto, añaden valor público a nuestras comunidades nacionales y europeas.

- Vídeo “Fuerzas y cuerpos de seguridad en el SXXI: hablan sus protagonistas en España (2024)”, en el que los cuerpos policiales europeos defienden sus reivindicaciones y reclaman poder trabajar con seguridad y eficazmente, incluyendoel reconocimiento a nivel europeo de esta labor como profesión de riesgo.